# 女子方程式錦標賽
女子方程式錦標賽（英語：W Series (championship)），是一項由全部參賽者均為女性的方程式赛车比赛賽事。 錦標賽在2019年開始舉辦，共有20位參賽者，舉行了六站賽事。

## 比賽規格
錦標賽共有來自全球的18名女賽車手，以及兩名預備車手。參賽席位由54名參與者開始進行甄選而選出的最後20名參賽者。
2019年賽季共有六場比賽，全部均在歐洲舉行。

## 积分系统
假使積分排名出現同分狀況時，將比較車手獲得的分站冠軍數，決定最終的排行榜名次。 
| 第1名 | 第2名 | 第3名 | 第4名 | 第5名 | 第6名 | 第7名 | 第8名 | 第9名 | 第10名 |
| ----- | ----- | ----- | ----- | ----- | ----- | ----- | ----- | ----- | ------ |
| 25    | 18    | 15    | 12    | 10    | 8     | 6     | 4     | 2     | 1      |

## 賽車規格
女子方程式錦標賽的賽車使用相同的底盤、發動機和輪胎供應商。
- 底盤構造: 碳纖維單體殼（英语：Monocoque）
- 發動機排量: 1,750 cc（107 cu in） 直列四缸引擎
- 進氣: 單渦輪增壓
- 燃油輸送: 直接燃油噴射
- 油箱: 45.5公升（12美制加侖）
- 燃油: 亞拉AG（英语：Aral AG） 102 RON 無鉛
- 重量: 565（1,246磅）
- 功率輸出: 270 hp（201 kW）
- 寬度: 1,850 mm（73英寸）
- 軸距: 2,900 mm（114英寸）
- 變速箱: Sadev 6檔撥片式变速器+1個倒車檔
- 方向盘: 動力輔助齿条

## 历届冠军
| 2019 | 傑米·查德威克 | 3      | 2      | 5      | 0      | 110    |        |        |
| 2020 | 未舉行        | 未舉行 | 未舉行 | 未舉行 | 未舉行 | 未舉行 | 未舉行 | 未舉行 |
| 2021 | 傑米·查德威克 | 4      | 4      | 7      | 3      | 159    |        |        |
| 2022 | 傑米·查德威克 | 3      | 5      | 6      | 3      | 143    |        |        |